# Équipe de la Martinique de football en 2010
L'équipe de Martinique a participé en 2010 à la Coupe de l'Outre-Mer 2010 en Île-de-France qu'elle a remportée et à la Coupe caribéenne des nations 2010 qu'elle accueillait.

## Les matchs
| Date              | Lieu                                                            | Adversaire                           | Compétition                            | Résultat          | buteurs                                                                              |
| ----------------- | --------------------------------------------------------------- | ------------------------------------ | -------------------------------------- | ----------------- | ------------------------------------------------------------------------------------ |
| 24 mars 2010      | Stade Pierre Aliker, Fort-de-France                             | Haïti                                | Amical                                 | 0-0 N             |                                                                                      |
| 30 mai 2010       | Progress Park, St. Andrew's                                     | Grenade                              | Amical                                 | 2-2 N             | : Kitson Bain (36e), Marcus Julien (40e) : Kévin Parsemain (13e), Ulrick Cilis (85e) |
| 25 août 2010      | Vieux Fort National Stadium, Vieux-Fort                         | Sélection de la région de Vieux Fort | Amical (non officiel)                  | 5-0 V             | ?                                                                                    |
| 26 août 2010      | Vieux Fort National Stadium, Vieux-Fort                         | Sainte-Lucie U20                     | Amical (non officiel)                  | 3-1 V             | : Jamil Joseph (37e pen.) : Steeve Gustan (? et 48e), Rodrigue Audel (?')            |
| 28 août 2010      | Vieux Fort National Stadium, Vieux-Fort                         | Sainte-Lucie                         | Amical (non officiel)                  | 1-1 N             | : buteur inconnu : Kévin Parsemain (?)                                               |
| 23 septembre 2010 | Parc des sports des Maisons Rouges, Bry sur Marne, Val-de-Marne | Tahiti                               | Coupe de l'Outre-Mer 2010              | 4-1 V             | : Li Fung Kee 27e · : Audel 44e, Percin 48e 82e, Parsemain 60e                       |
| 26 septembre 2010 | Stade Henri-Longuet, Viry-Châtillon, Essonne                    | Nouvelle-Calédonie                   | Coupe de l'Outre-Mer 2010              | 4-0 V             | : · : Percin 41e 90+2e, Gustan 51e, Vitulin 57e                                      |
| 29 septembre 2010 | Stade Louison Bobet, Le Plessis-Trévise, Val-de-Marne           | Guadeloupe                           | Coupe de l'Outre-Mer 2010              | 0-2 D             | : Lambourde 20e, Mocka 90+3e · :                                                     |
| 2 octobre 2010    | Stade Dominique-Duvauchelle, Créteil, Val-de-Marne              | La Réunion                           | Finale de la Coupe de l'Outre-Mer 2010 | 0-0 (3 t.a.b 5) V | : :                                                                                  |
| 26 novembre 2010  | Stade Pierre-Aliker, Fort-de-France                             | Grenade                              | Coupe caribéenne des nations 2010      | 1-1 N             | : Bain 29e · : Goron 79e (pen.)                                                      |
| 28 novembre 2010  | Stade Pierre-Aliker, Fort-de-France                             | Cuba                                 | Coupe caribéenne des nations 2010      | 0-1 D             | : Márquez 28e · :                                                                    |
| 30 novembre 2010  | Stade Pierre-Aliker, Fort-de-France                             | Trinité-et-Tobago                    | Coupe caribéenne des nations 2010      | 0-1 D             | : Hector 47e · :                                                                     |

## Joueurs sélectionnés pour laCoupe de l'Outre-Mer 2010
| Gardiens de but : - Eddy Heurlié CS Bélimois du Lamentin, PHR (ex-pro, ESTAC Troyes, L2) - David Francillette, La Samaritaine de Sainte-Marie, DH Défenseurs : - Johan Deluge l'Émulation de Schœlcher, DH - Stéphane Suédile Club Franciscain du François, DH - Sébastien Crétinoir Club Colonial de Fort de France, DH - Stéphane Abaul Club Franciscain du François, DH - Rodrigue Audel US Diamantinoise, PHR - Karl Vitulin La Samaritaine de Sainte-Marie, DH Milieux de Terrain : - Hugues Alcindor l'Assaut de Saint-Pierre, PHR - Daniel Hérelle Club Colonial de Fort de France, DH - Lionel Ravi Golden Lion de Saint-Joseph, DH - Thierry Fondelot l'Aiglon du Lamentin, DH, (député suppléant, conseiller régional et président de la commission Sports) - Fabrice Reuperne Golden Star de Fort de France, DH (ex pro et ancien joueur du SO Romorantin et de l'AO Kerkyra en Grèce) - Steeve Gustan Club Franciscain du François, DH (ex stagiaire du centre de formation des Girondins de Bordeaux, CFA) Attaquants : - Patrick Percin (Capitaine) CS Bélimois du Lamentin, PHR (ex-pro, Amiens SCF, L2) - José Goron CS Case-Pilote, DH - Kévin Parsemain R.C Rivière-Pilote, DH (ex pro de le Mans Union Club 72 (CFA) et de l'Olympique Croix de Savoie (National) - Thierry Honoré CS Bélimois du Lamentin, PHR |

## Joueurs sélectionnés pour laCoupe caribéenne des nations 2010
| Sélectionneur | Sélectionneur       | Guy-Michel Nisas  | Guy-Michel Nisas  | Guy-Michel Nisas                |
| N°            | Nom                 | Date de naissance | Sélections (buts) | Club                            |
| Gardiens      |                     |                   |                   |                                 |
| 24            | Eddy Heurlié        | 27 décembre 1977  | ?                 | CS Bélimois                     |
|               |                     |                   |                   |                                 |
| Défenseurs    |                     |                   |                   |                                 |
| 3             | Sébastien Crétinoir | 12 février 1986   | ?                 | Club Colonial de Fort de France |
| 4             | Daniel Hérelle      | 17 octobre 1988   | ?                 | Club Colonial de Fort de France |
| 6             | Johan Déluge        | 18 février 1987   | ?                 | Émulation de Schœlcher          |
| 8             | Rodrigue Audel      | 16 septembre 1985 | ?                 | US Diamantinoise                |
| 11            | Ludovic Clément     | 5 décembre 1976   | ?                 | ?                               |
| 12            | Stéphane Suédile    | 14 avril 1983     | ?                 | Club Franciscain                |
| Milieux       |                     |                   |                   |                                 |
| 7             | Steeve Gustan       | 26 janvier 1985   | ?                 | Club Franciscain                |
| 14            | Fabrice Reuperné    | 18 septembre 1975 | ?                 | Golden Star de Fort de France   |
| 15            | Rodrigue César      | 14 avril 1988     | ?                 | FC Istres (Rés.)                |
| 18            | Gaëtan Sidney       | 13 mai 1990       | ?                 | AS Nancy-Lorraine (Rés.)        |
| 19            | Livaye Aliker       | ?                 | ?                 | Aiglon du Lamentin              |
| 20            | Sébastien Carole    | 8 septembre 1982  | ?                 | sans club                       |
| Attaquants    |                     |                   |                   |                                 |
| 5             | Patrick Percin (c)  | 18 décembre 1976  | ?                 | CS Bélimois                     |
| 9             | Manuel Mencé        | 12 septembre 1987 | ?                 | RC Rivière-Pilote               |
| 10            | José Goron          | 1er avril 1977    | ?                 | CS Case-Pilote                  |
| 17            | Kévin Parsemain     | 13 février 1988   | ?                 | RC Rivière-Pilote               |

## Les joueurs
| Joueurs             |     |     |    |    |     |     |     |     |     |     |     |
| Gardiens de but     |     |     |    |    |     |     |     |     |     |     |     |
| Eddy Heurlié        | 90  | 90  |    | 90 | 90  | 90  | 90  | 90  | 90  | 90  | 90  |
| Emmanuel Vermignon  |     |     | 90 |    |     |     |     |     |     |     |     |
| Défenseurs          |     |     |    |    |     |     |     |     |     |     |     |
| Stéphane Abaul      |     |     |    | 90 | 45  |     |     |     |     |     |     |
| Sébastien Crétinoir |     | r?? |    | 90 | 90  | 90  |     | 120 | 90  | 90  | 90  |
| Johan Déluge        | 90  | 90  | 90 |    | 90  | 90  | 90  | 120 |     |     | 90  |
| Jérémy Liénafa      |     |     | 90 |    |     |     |     |     |     |     |     |
| Jean-Gil Montgérand |     | ??  |    |    |     |     |     |     |     |     |     |
| Stéphane Suédile    | 90  | 90  | 90 | 90 | 90  | 90  | 90  | 120 | 90  | 69  |     |
| Nicolas Zaïre       | 84  |     |    |    |     |     |     |     |     |     |     |
| Milieux             |     |     |    |    |     |     |     |     |     |     |     |
| Hugues Alcindor     | r6  |     |    | 90 |     | r16 |     |     |     |     |     |
| Livaye Aliker       |     |     |    |    |     |     |     |     |     |     | r15 |
| Rodrigue Audel      | 90  | ??  | 90 |    | 90  | 74  | 90  | 120 |     |     | 90  |
| Sébastien Carole    |     |     |    |    |     |     |     |     | r31 | 46  |     |
| Rodrigue César      |     |     |    |    |     |     |     |     | 90  | 90  | 90  |
| Mickaël Chosrova    | 59  |     |    |    |     |     |     |     |     |     |     |
| Ludovic Clément     | 90  |     |    |    |     |     |     |     | 90  | 90  |     |
| Thierry Fondelot    |     |     | 90 | 90 | r45 | 67  | 58  | r45 |     |     |     |
| Steeve Gustan       | 90  | 90  | 90 | 90 | 90  | 90  | 90  | 120 | 90  | 90  | 90  |
| Daniel Hérelle      | r16 | 90  |    |    | 65  | 90  | 90  | 120 | 90  | 90  | 90  |
| Lionel Ravi         | 74  | 90  | 90 | 90 | r25 |     |     |     |     |     |     |
| Fabrice Reuperné    |     |     | 90 | 90 | 90  | 90  | 90  | 120 | 70  | 57  | 90  |
| Gaëtan Sidney       |     |     |    |    |     |     |     |     | 77  | r43 | r45 |
| Karl Vitulin        |     |     |    |    |     |     | 90  |     |     |     |     |
| Attaquants          |     |     |    |    |     |     |     |     |     |     |     |
| Ulrick Cilis        |     | r?? |    |    |     |     |     |     |     |     |     |
| José Goron          | r31 | ??  |    |    | r15 | r8  | r32 | 67  | r13 | r33 | 61  |
| Thierry Honoré      |     |     |    |    |     | r23 | r15 | r8  |     |     |     |
| Kévin Joseph-Louis  | r13 |     |    |    |     |     |     |     |     |     |     |
| Josué Joseph-Rose   |     | r?? | 90 |    |     |     |     |     |     |     |     |
| Manuel Mencé        |     |     |    |    |     |     |     |     | r20 | r21 | 75  |
| Ludovic Minar       |     | r?? | 90 |    |     |     |     |     |     |     |     |
| Ludovic Pancrate    | 77  |     |    |    |     |     |     |     |     |     |     |
| Kévin Parsemain     | r60 | ??  |    | 90 | 75  | 82  | 90  | 120 | 59  | 90  | r29 |
| Patrick Percin      | 40  | 90  |    | 90 | 90  | 90  | 75  | 120 | 90  | 90  | 45  |